# Gál Jolán
Gál Jolán, férjezett nevén Montvay Istvánné (Gyöngyössolymos, 1940. április 20. –) magyar újságíró, televíziós szerkesztő, riporter, főmunkatárs.

## Életpályája
Gyöngyössolymoson született, 1940-ben. Az Eötvös Loránd Tudományegyetemen szerezte első diplomáját. A Magyar Rádiónál 1963 júliusától bemondóként kezdte, majd 1965-ben saját kérésére hírszerkesztő lett és ebben a státuszban dolgozott. Lapszemléit, első rádiós írásait saját maga olvasta fel. Később ez rendszeres gyakorlattá vált a Rádióban. Hírszerkesztőként készítette első riportjait. (Közben 1966-1967-ig Dubnában, az Egyesített Atomkutató Intézet városában volt fizikus férjével, ezért használta évekig a Montvay Istvánné nevet is). 1969 őszén kezdett riportokat forgatni a Televízió Híradójának. Még azon a télen felajánlotta a TV Híradó akkori vezetője Matúz Józsefné, hogy átveszi státuszba, így 1970. január 1-jétől a Magyar Televízió munkatársa és riportere, majd később első női műsorvezető-kommentátora lett. Tudományos, egészségügyi, munkavédelmi, műemlékvédelmi, valamint környezetvédelmi témákkal foglalkozott, de gyakran parlamenti tudósítóként is közreműködött. A rendszerváltás éveiben (1987–1994) inkább belpolitikai és parlamenti tudósításokat készített, az egészségügyi témákat átadta másnak. Több ezer híradós tudósítását, riportját, interjúját őrzi a TV Híradó Archívuma. Kellemes hangjára, közérthető beszédstílusára sokan felfigyeltek. 1970–1971-ben Kardos István szerkesztő-rendező kérésére alkotótársa, riportere a Germanus Gyula keletkutatóról és a László Gyula régész professzorról készült portré filmeknek. Javaslatára dokumentumfilm készült az Influenzáról, mint új népbetegségről, járványról és sorozat a rákbetegségről, rákkutatásról. 1984-ben műsorsorozatot szerkesztett a Nemzeti Színházért indított első közadakozásról Adni érdemes címmel. Buzáné Fábri Éva ismert televíziós szerkesztő kérésére több Önök kérték című szórakoztató műsor riportere volt, például az Egészségügyi dolgozók kérték-, a Belügyi dolgozók kérték- és a Fegyveres erők dolgozói kérték című műsoroké. 1990-1994 között a Híradó második kiadását is szerkesztette az M2 programon. 2002-ben, a 200 éve született Bolyai János emlékére készítette Szőnyi G. Sándor rendezővel a Bolyától a világhírig című dokumentumfilmet. A 2005-ben megjelent könyve A legvidámabb barakk, összeállítás, amelyben 20, a Kádár-korszak jeles személyiségeivel készült interjú olvasható, sok-sok a korra jellemző anekdota, emberi történet, a korszak névadójával való találkozások története, továbbá sok sajtó és memoár idézet. A K.u.K Kiadó jelentette meg.
Tagja volt a MÚOSZ-nak, majd a MÚK-nak (Magyar Újságírók Közössége).

## Könyve
- A legvidámabb barakk – (K.u.K. Kiadó, 2005) ISBN 0529000471332

## Publikációi
- Várnegyed című lapban (1995-től)
- Ezredvég
- Ez a Hét

## Filmográfiája
- Germanus Gyula keletkutató – portréfilm (1971)
- László Gyula régész – portréfilm (1971)
- De, aki meggyógyult arról nem készül örömjelentés… – dokumentumfilm sorozat (I. rész: A rák és közvélemény; II. rész: Rákkutatás, gyógyítás)
- Influenzajárvány, az új népbetegség – dokumentumfilm
- Tematikus Önök kérték szórakoztató műsorok riportjai – Belügyi dolgozók kérték, Egészségügyi dolgozók kérték, Fegyveres Erők dolgozói kérték
- Bolyától a világhírig – 200 éve született Bolyai János – (2002) rendező: Szőnyi G. Sándor

## Díjai, elismerései
- Az Emberi Környezetért (1980)
- A Haza Szolgálatáért Érdemérem, arany fokozat (1983)
- A Szocialista Kultúráért Érem (1987)
- Életmű Nívódíj (1997)
- Kiváló Munkáért kitüntetés és
- Nívódíjak
- Munkavédelmi Filmszemle, első díj